# Андреас Грифиус
Андреас Грифиус (на немски: Andreas Gryphius) е латинизираното име на Андреас Грайф – най-яркият немски поет на XVII век, епохата на Барока, създал множество класицистични драми и философски проникновена лирика, вдъхновени от литературния гений на Шекспир и стоицизма на Сенека.

## Живот
Андреас Грифиус се ражда в дома на лутерански свещеник в Глогау (днес Глогов), Силезия, но рано изгубва родителите си и детството му преминава сред опустошенията от Тридесетгодишната война (1618–1648) между католици и протестанти и ужаса от плъзналата в Европа чумна епидемия. Препитанието си намира като домашен учител, с годините се самообразова, усвоява десет чужди езика, между които староеврейски, халдейски и сирийски, и става професор по философия, естествени науки и история в Лайденския университет. Макар и с разклатено здраве предприема редица пътувания в Хага, Париж, Марсилия, Флоренция, Рим, Венеция, Щрасбург (днес Страсбург) и др. В 1662 г. Сакс-Ваймарският херцог Вилхелм IV го въвежда във висшето общество, където поетът получава прозвището „Безсмъртният“.

## Творчество
Ранните си произведения Грифиус написва на латински и в тях изразява копнежа си по мир и житейска осмисленост. В сонети, оди и епиграми – вече на немски език – поетът с патос призовава „бога на любовта“ да помири враждуващите, да разсее суетата на света и спре войните, за да се възцари „вечен мир“ на земята.
Първият сборник с немски сонети на Грифиус излиза в 1637 г. Следващите му поетически произведения са „Неделни и празнични сонети“ (1639) – тук е включено прочутото стихотворение „Сълзите на отечеството“  (1636), – „Немски римувани стихове“ (1650) и „Немски стихотворения – първа част“ (1657).

Творбите на Андреас Грифиус излъчват мрачно величие и мъжество, те на знаят пощада и отхвърлят всяко жалко смирение пред съдбата. Трагедиите му възхваляват героичното страдание и невинната смърт на християнски мъченици, които при всички превратности на съдбата запазват душевната си твърдост.

## Признание
В чест на поета град Дюселдорф учредява през 1957 г. литературната награда „Андреас Грифиус“, която от 1990 г. се поема от родния му град Глогау.
Размисъл за времето
Годините не притежавам,

които времето ми е отнело;

Годините не притежавам,

които ще посрещна смело.

Единствено мигът е мой

и днес, окажа ли му почитта,

не само той ще бъде мой,

но и годините, и вечността.

1650 

### Творби на латински
- Herodis Furiae et Rachelis lachrymae, Glogau 1634
- Dei Vindicis Impetus et Herodis Interitus, Danzig 1635
- Parnassus renovatus, Danzig 1636
- Epigrammata liber I, Leiden 1643
- Olivetum Libri tres, Florenz 1646

### Лирика
- Sonette („Lissaer Sonette“), Lissa 1637
- Son- und Feyrtags-Sonette, Leiden 1639
- Sonette. Das erste Buch, Leiden 1643
- Oden. Das erste Buch, Leiden 1643
- Epigrammata. Das erste Buch, Leiden 1643
- Gedanken über den Kirchhof und Ruhestätte der Verstorbenen, Breslau 1657

### Трагедии
- Leo Armenius, oder Fürsten-Mord, Breslau 1657
- Katharina von Georgien, oder bewehrete Beständigkeit, Breslau 1657
- Cardenio und Celinde, oder unglücklich Verliebete, Breslau 1657
- Ermordete Majestät oder Carolus Stuardus König von Gross Brittannien, Breslau 1657, 1663
- Großmütiger Rechts-Gelehrter, oder Sterbender Aemilius Paulus Papinianus, Breslau 1659.

### Комедии
- Absurda Comica oder Herr Peter Squenz, Breslau 1658
- Horribilicribrifax, Breslau 1663
- Verlibtes Gespenste / Die gelibte Dornrose, Breslau 1660

### Проза
- Fewrige Freystadt, Lissa 1637
- Mumiae Wratislavienses, Breslau 1662
- Dissertationes Funebres. Oder Leich-Abdanckungen, Leipzig 1667